# Anastole

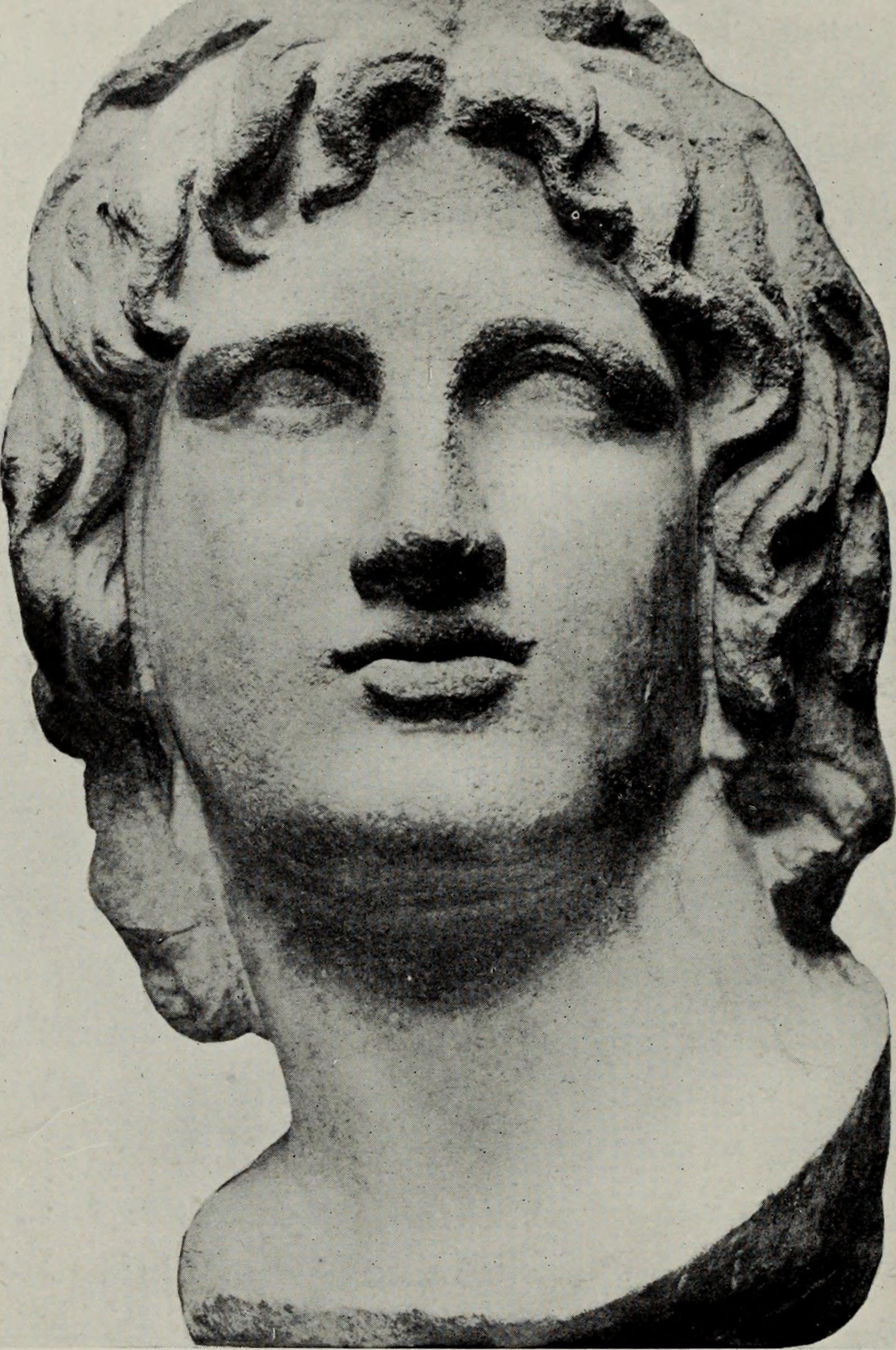
Estilo de peinado "anastole", de Alejandro Magno (356 a. C - 323 a. C.), escultura del siglo III a. C.

El anastole (del griego ἀναστολή, "colocado hacia arriba") es un tipo de peinado, especialmente masculino, usado en la antigua Grecia y popularizado especialmente en los retratos, principalmente escultóricos, de Alejandro Magno. El peinado es un flequillo en el centro, echado hacia atrás. En la iconografía de Alejandro, el peinado se complementaba con una serie de rizos que caían hacia los lados, formando una especie de corola.

## Etimología
El término anastole es un compuesto de «ana» (ἀνἀ) hacia arriba o hacia atrás y «tole» (τολή) arreglo, un sustantivo derivado del verbo στἐλλω llevar.

## Historia
El estilo anastole era muy popular entre los griegos. Especialmente lo utilizaban tanto los músicos como los guerreros de la Antigüedad. También está presente en las representaciones de las deidades, como son los casos de los dioses Apolo (dios de la música), Ares (dios de la guerra) y Dioniso (dios del vino).
Puede apreciarse, gracias a las obras de arte, que este estilo estuvo presente a lo largo de las distintas épocas, en la Antigüedad, durante la Edad Media y el Renacimiento, aunque estuvo prácticamente ausente durante la Edad Contemporánea. 

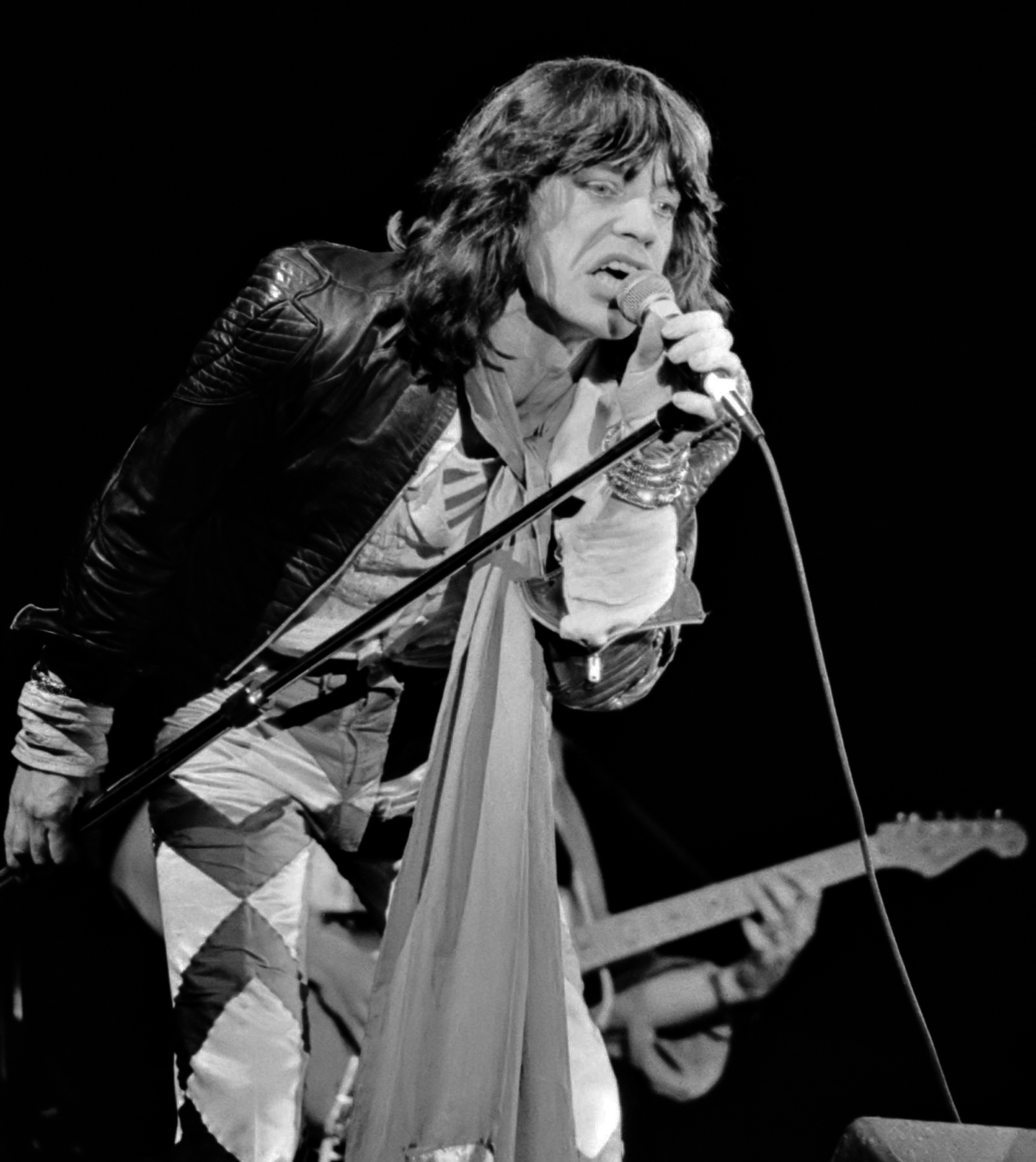
Mick Jagger, en 1976.

Ha vuelto a utilizarse durante el siglo XX a fines de la década de los años 60, durante los años 70 y los años 80, con los movimientos sociales especialmente vinculados al arte. Este estilo ha sido un sello distintivo especialmente en las bandas de rock en las décadas mencionadas, siendo muy poco popular en los posteriores veinte años, donde los hombres han dejado de lado esta cuestión estética, y han tendido a homogeneizarse unos con otros, aunque una parte del sector artístico aún lo utiliza. En los países de habla hispana, es frecuente llamar a este estilo "corte rock", o "corte stone".
Podría citarse un antecedente directo de este estilo, aunque reparando más en la prolijidad del fleco o flequillo, y era el que utilizaban las cortesanas egipcias hace varios milenios, o bien el caso más popular (y más conocido) de Cleopatra.